# Municipio de Woodside (Minnesota)
El municipio de Woodside (en inglés: Woodside Township) es un municipio ubicado en el condado de Polk en el estado estadounidense de Minnesota. En el año 2010 tenía una población de 505 habitantes y una densidad poblacional de 5,44 personas por km².

## Geografía
El municipio de Woodside se encuentra ubicado en las coordenadas 47°37′57″N 96°9′14″O / 47.63250, -96.15389. Según la Oficina del Censo de los Estados Unidos, el municipio tiene una superficie total de 92.8 km², de la cual 79,38 km² corresponden a tierra firme y (14,46 %) 13,42 km² es agua.

## Demografía
Según el censo de 2010, había 505 personas residiendo en el municipio de Woodside. La densidad de población era de 5,44 hab./km². De los 505 habitantes, el municipio de Woodside estaba compuesto por el 96,83 % blancos, el 1,78 % eran amerindios y el 1,39 % eran de una mezcla de razas. Del total de la población el 0,2 % eran hispanos o latinos de cualquier raza.